# 林穎施
林穎施（英語：Alis Lin；1989年—），粵劇女演員（花旦），廣東新會人，出生及成長於廣州，於香港發展演藝事業。

## 演藝經歷
林穎施出生並成長於廣州，父親是粵劇愛好者，自幼受到薰陶，小學時開始學習粵劇。2002年在廣東省曲藝家協會秘書長伍志紅介紹下加入戲曲界。後考入廣東粵劇學校，並破格提前一年畢業。曾師承名伶鄭培英、倪惠英、胡涓涓、粵曲演唱家胡棟榮。
2005年參加南方電視台歌影視選秀節目《敢拼才會贏》，獲得金獎。
曾先後獲得獎學金於香港演藝學院（中國戲曲課程，2007年起）及中国戏曲学院深造。2011年，由香港演藝學院粵劇課程畢業生所組成的演藝青年粵劇團創團，林穎施即加入並擔綱正印花旦至2018年，並於演藝學院旗下之戲曲學院兼任應用學習課程導師，留在該校共11年之久，一直於香港發展演藝事業。2018年成立自己的工作坊「穎施藝術中心」。經常合作的文武生演員為王志良。
林穎施擅長演繹紅綫女粵曲名作《昭君出塞》，曾憑此曲分別於2022年入圍第12屆中国曲艺牡丹奖獎項，於2023年獲選中國「國家藝術基金」年度資助項目名單之「青年藝術創作人才」類別。
2023年，於香港無綫電視的粵劇題材劇集《靈戲逼人》中擔任幕後代唱，並於該劇主題曲和你有些（伍富橋主唱）的MV版本中演出並負責粵曲演唱、獨白部分。

## 粵劇作品
| 年份      | 劇團/團體                      | 劇目                           | 角色     | 備註/來源                                   |
| --------- | ------------------------------ | ------------------------------ | -------- | ------------------------------------------- |
| 2006      |                                | 花月影                         |          | 交響粵劇                                    |
| 2011      | 演藝青年粵劇團                 | 無情寶劍有情天                 | 呂悼慈   | [ 4 ] [ 11 ]                                |
| 2014      | 粵劇營運創新會                 | 荊釵記之投江                   | 錢玉蓮   | 大堂折子戲                                  |
| 2014      | 良施聲粵劇團                   | 南唐小周后                     | 小周后   | [ 13 ]                                      |
| 2015      | 粵劇營運創新會、演藝青年粵劇團 | 韓琪殺廟（折子戲）             | 秦香蓮   | [ 14 ]                                      |
| 2018      |                                | 百花亭贈劍                     |          | 第46屆香港藝術節項目，毛俊輝籌劃            |
| 2021-2022 | 知沁製作                       | 呂布情傾貂蟬                   | 貂蟬     | [ 15 ] [ 16 ]                               |
| 2023      |                                | 寶蓮燈                         |          | [ 7 ]                                       |
| 2023      | 知沁製作                       | 潞安州（折子戲）               | 陸夫人   | [ 7 ]                                       |
| 2023      | 知沁製作                       | 李後主之去國歸降（折子戲）     | 小周后   | [ 7 ]                                       |
| 2023      |                                | 蝶影紅梨記之我的窺醉（折子戲） |          | 第51屆香港藝術節項目「 毛俊輝· 粵劇情」之一 |
| 2023      | 桃花源粵劇工作舍               | 帝女花（65周年專業版）         | 長平公主 | 由不同演員組合輪流主演                      |
| 2023      | 粵劇營運創新會、穎施藝術中心   | 焚香記                         |          | [ 2 ]                                       |
| 2023      | 粵劇營運創新會、穎施藝術中心   | 紫釵記                         |          | [ 2 ] [ 4 ]                                 |
| 2023      | 粵劇營運創新會、穎施藝術中心   | 小周后                         |          | [ 2 ]                                       |
| 2023      | 粵劇營運創新會、穎施藝術中心   | 章台柳                         |          | [ 2 ]                                       |
| 2024      | 知沁製作                       | 白蛇·許仙情越千年              | 白蛇     | 西九文化區戲曲中心                          |

### 粵曲演唱會
| 年份 | 主辦單位     | 名稱                     | 備註/來源   |
| ---- | ------------ | ------------------------ | ----------- |
| 2021 | 香港中樂團   | 情海波濤— 林穎施粵曲之夜 | [ 5 ] [ 8 ] |
| 2021 | 穎施藝術中心 | 良施明暖粵曲慈善夜       | [ 5 ]       |

## 其他演出

### 綜藝節目
- 南方電視台《敢拼才會贏》（2005年，參賽者）

### 話劇
- 《武松打虎》（廣東，2005年）[1]
- 《一點燭光》（廣東，2006年）[1]

### MV
- 伍富橋和你有些

## 備註
1. ↑  一些報道稱《昭君出塞》是粵劇劇目，有誤，實為粵曲。
2. ↑  查第12屆中国曲艺牡丹奖的最終得獎名單並無林穎施或《昭君出塞》，疑為獲得分區階段獎項。
3. ↑  粵曲及獨白出自劇目《鳳閣恩仇未了情》。

## 外部連結
- 香港戲曲年鑑 2011.演員／演唱者.林穎施
- 香港戲曲年鑑 2012.演員／演唱者 （页面存档备份，存于）.林穎施
- 香港戲曲年鑑 2013.演員／演唱者 （页面存档备份，存于）.林穎施
- 香港戲曲年鑑 2014.演員／演唱者 （页面存档备份，存于）.林穎施
- 香港戲曲年鑑 2015.演員／演唱者 （页面存档备份，存于）.林穎施
- 香港戲曲年鑑 2016.演員／演唱者 （页面存档备份，存于）.林穎施